# Château de Château-Arnoux-Saint-Auban
Le château de Château-Arnoux-Saint-Auban est situé sur le territoire de la commune française de Château-Arnoux-Saint-Auban, dans le département des Alpes-de-Haute-Provence et la région Provence-Alpes-Côte d'Azur.

## Historique
Il fait l'objet d'un classement au titre des monuments historiques depuis 28 novembre 1969 et fait l'objet d'une inscription au titre monuments historiques depuis 1er décembre 1969.